# Apòkrifos
Apòkrifos è il secondo album dei Proteus 911. È stato il primo album del gruppo a riscuotere un certo successo e ad essere apprezzato dalla critica. Le sonorità dell'album presentano forti influenze di tipo indie rock

## Tracce
1. Gemiti della coscienza
2. Poltergeist
3. Un giorno di pioggia
4. E all'alba rinascono i fiori della corona di spine, ma stanotte una stella strappata ad Andromeda brilla sulla mia testa
5. Il candore innaturale del mai
6. Rumore di vetri infranti
7. Leananh Side
8. Spigoli taglienti, lame affilate: è questa la confusione sulla vetta più alta
9. Fleurir ne suffit pas aux roses